# José Solano Latorre
José Solano Latorre (Barcelona, 1906- 2002) fou un polític falangista català.

## Biografia
Iniciat professionalment en la marina mercant passà després a l'exèrcit, obtenint el grau de tinent d'infanteria el 1934. Adscrit a l'ideari polític falangista, intervingué en la repressió dels Fets d'Octubre, després dels quals actuà com a cap d'armament del grup ultradretà Acción Ciudadana Armada. Participà en la conspiració militar de juliol de 1936 i, en fracassar aquella, fugí de Barcelona i s'integrà amb grau de capità a l'exèrcit franquista, prenent part als combats del front d'Aragó i a la batalla de l'Ebre.
Destinat durant més de dos anys al nord Àfrica (1941-1943), passà després a la frontera de la Jonquera i retornà finalment a la capital catalana el 1945, on exercí com a capità ajudant de la Policia Armada al servei de la Jefatura Superior de Policía de Barcelona. Entre 1951 i 1955 fou, alhora, sotscap del Movimiento Nacional a la Província de Barcelona. El 1954 fou proclamat regidor de l'Ajuntament de Barcelona en representació del terç familiar, exercint com a Tinent d'Alcalde de Patrimoni i Compres sota el mandat d'Antoni Simarro i els primers anys de Josep Maria de Porcioles.
Entre 1956 i 1960 exercí també com a Secretari Polític del Governador Civil de Barcelona Felipe Acedo Colunga, fins al cessament d'aquell. Retirat de l'activitat política, entrà finalment en la reserva amb el grau de comandant d'infanteria. El 1953 rebé la comanda de l'Orde de Cisneros i la Medalla de Plata de la Juventud del Frente de Juventudes de Falange Española Tradicionalista y de las J.O.N.S, i el 1958 la Cruz de la Real y Militar Orden de San Hermenegildo.

## Fons personal
El seu fons personal es conserva a l'Arxiu Nacional de Catalunya. El fons aplega la documentació rebuda i produïda per José Solano Latorre, en especial, com a resultat de la seva activitat política entre 1947 i 1960. Inclou testimonis de la seva promoció a l'exèrcit; passis i targetes d'autorització per a diverses sales d'espectacles; documents sobre la seva relació amb Buenaventura Bassegida Musté i Juan Antonio Samaranch; targetes d'identitat, passis, títols de soci i nomenaments referents a la seva activitat associativa, on destaca la seva vinculació a les federacions esportives de columbicultura i bitlles; carnets d'afiliació a F.E.T. y de las J.O.N.S. i documents acreditatius de l'exercici de diversos càrrecs públics, entre els quals els de Tinent d'Alcalde de l'Ajuntament de Barcelona i Secretari Polític del Governador Civil de Barcelona. El fons inclou també material, principalment minutes d'àpats, relatiu a la seva activitat de representació i a l'assistència als actes de recepció de diverses personalitats polítiques i socials per part de les institucions locals barcelonines. Aplega també els documents de concessió de diverses distincions en l'àmbit polític i militar. Finalment, el fons incorpora algunes petites mostres d'obra aliena i una col·lecció de retalls de premsa de les activitats de la Jefatura Provincial del Movimiento de Barcelona entre els anys 1951-1954 que permet documentar, juntament amb l'important material gràfic del fons, l'acció d'aquest organisme al servei del règim franquista.